# Тарасівська сільська рада (Новгородківський район)
| Тарасівська сільська рада — колишній орган місцевого самоврядування у Новгородківському районі Кіровоградської області з адміністративним центром у с. Тарасівка. Сільській раді підпорядковані населені пункти: - с. Тарасівка - с. Козирівка - с. Ольгівка |

## Склад ради
Рада складається з 14 депутатів та голови.

### Керівний склад ради
| ПІБ                         | Основні відомості                                                               | Дата обрання | Дата звільнення |
| --------------------------- | ------------------------------------------------------------------------------- | ------------ | --------------- |
| Ярижко Олександр Григорович | Сільський голова, 1963 року народження, освіта, безпартійний                    | 26.03.2006   | 31.10.2010      |
| Ярижко Олександр Григорович | Сільський голова, 1963 року народження, освіта середня спеціальна, безпартійний | 31.10.2010   |                 |

Примітка: таблиця складена за даними джерела

## Населення
Згідно з переписом УРСР 1989 року чисельність наявного населення села становила 910 осіб, з яких 423 чоловіки та 487 жінок.
За переписом населення України 2001 року в селі мешкало 797 осіб.

### Мова
Розподіл населення за рідною мовою за даними перепису 2001 року:
| Мова       | Відсоток |
| ---------- | -------- |
| українська | 98,37 %  |
| російська  | 1,63 %   |